# Aphodius haemorrhoidalis
Aphodius haemorrhoidalis (лат.) — вид пластинчатоусых жуков из подсемейства афодиин.
Имаго длиной 4—5,5 мм. Надкрылья обычно чёрные, с красными вершинами, реже одноцветные: чёрные или красно-коричневые. Жуки характеризуются следующими признаками: 1) верхняя большая шпора задних голеней на много короче первого членика лапки; передние голени по наружному краю перед третьими зубцами зазубрены; 2) выступы щёк сильно выдаются вбок за линию наличника; 3) щиток в густой пунктировке.

## Синонимы
В синонимику вида входят следующие биномены:
- Otophorus haemorrhoidalis (Linnaeus, 1758)
- Teuchestes haemorrhoidalis (Linnaeus, 1758)